# José Radón
José Radón (Valls-27 de septiembre de 1768-Madrid, 1837) fue un matemático, químico y astrónomo español.

## Biografía
Natural de Valls (Tarragona), fue educado en Madrid, donde se había trasladado su familia. Fue uno de los primeros discípulos del Real Observatorio de Madrid, cuyo director, Salvador Jiménez Coronado, le dio la comisión de componer un curso de matemáticas. Al cumplir veinticinco años fue nombrado profesor del observatorio, para lo cual compuso un tratado en tres tomos, aunque de estos solo fueron publicados dos. El tercero, que era el de óptica, quedó inédito.
Al cabo de nueve años de enseñanza fue comisionado por Carlos IV para ir a París a completar sus conocimientos en química con el objeto de propagarlos después en España; el Gobierno español no le dio para ello ni sobresueldo ni gratificación alguna, sino una pequeña indemnización para gastos de laboratorio. Con la guerra de Independencia se desbarataron sus planes y, hallándose en Francia sin recursos, tuvo que subsistir dando lecciones, ayudando al químico Louis Nicolas Vauquelin en su laboratorio de ensayos y dedicándose al comercio. Restituido a España al cabo de diez años, fue repuesto en su categoría de profesor de matemáticas y agregado al Museo Nacional de Ciencias Naturales de Madrid. También formó parte del Real Jardín Botánico. En 1820 fue nombrado diputado provincial por Madrid, en cuyo cargo se distinguió por sus proyectos sobre enseñanza y beneficencia.
En 1835 publicó sus Apuntes para un proyecto de arreglo de medidas, pesas y monedas. En 1836 el Gobierno español lo comisionó para examinar el método de ensayos por la vía húmeda del oro y de la plata, habiendo redactado la memoria en la que daba cuenta de los trabajos realizados. Otra obra de Radón, que se publicó anónima, es un folleto intitulado Programa del grupo en mármol compuesto y ejecutado por el escultor don José Álvarez, que imprimió para dar a conocer el mérito de este artista, que era cuñado suyo. Falleció en Madrid en 1837.